# Naturdenkmal Freistand-Eiche (Oberschledorn)

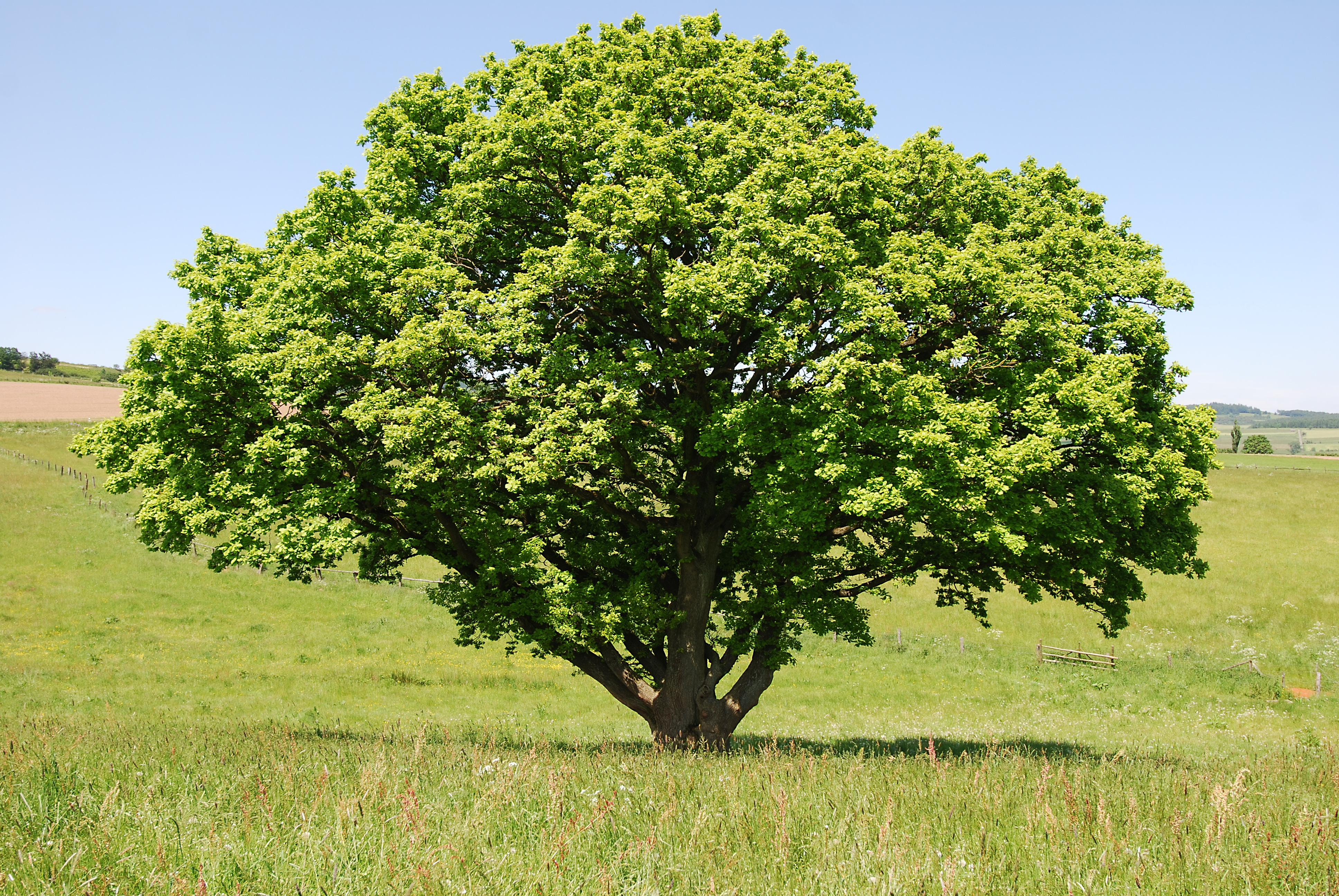
Das Naturdenkmal Freistand-Eiche

Das Naturdenkmal Freistand-Eiche befindet sich südlich von Oberschledorn im Stadtgebiet von Medebach östlich der L 854 zwischen Oberschledorn und Medebach. Der Baum wurde 2003 mit dem Landschaftsplan Medebach durch den Hochsauerlandkreis als Naturdenkmal (ND) ausgewiesen. Bei der Freistand-Eiche handelt es sich um eine zweitriebige Eiche. Auf der gleichen Grünlandfläche liegen westlich bzw. südwestlich die beiden Baumgruppen, welche das Naturdenkmal Hudebuchen bilden. Beide Naturdenkmale sind ein Relikt der ehemaligen Weidenutzung. Die beiden Baumgruppen und die Freistand-Eiche stehen in einem weiten Grünlandbereich und sind ein weithin sichtbares Landschaftselement.